# شلیک نهایی (فیلم)
شوت ام آپ (انگلیسی: Shoot 'Em Up) (بهشون شلیک کن) که در ایران به نام شلیک نهایی شناخته می‌شود، فیلمی در ژانر اکشن و مهیج و کمی فانتزی به کارگردانی مایکل دیویس است که در سال ۲۰۰۷ منتشر شد.

## خلاصه داستان
آقای اسمیت یک نوزاد را در هنگام یک تیراندازی نجات می‌دهد اما سپس او خود هدف تیراندازی قرار می‌گیرد.

## بازیگران
- کلایو اوون
- پل جیاماتی
- مونیکا بلوچی
- استیون مک‌هتی
- جولیان ریچینگز
- کریسچن